# 岩手県道・宮城県道186号油島栗駒線
岩手県道・宮城県道186号油島栗駒線（いわてけんどう・みやぎけんどう186ごう ゆしまくりこません）は、岩手県一関市花泉町油島から宮城県栗原市栗駒に至る一般県道である。

## 概要

### 路線データ
- 実延長：13,668.3 m
  - 岩手県側：1,617.0 m
  - 宮城県側：12,051.3 m
- 起点：一関市花泉町油島字仮谷（県道183号交点）
- 終点：栗原市金成津久毛平形上沖（県道4号交点）

## 歴史
- 1958年（昭和33年）3月31日 - 宮城県側の区間が県道に認定される[1]。
- 1959年（昭和34年）3月31日 - 岩手県側の区間が県道に認定される[2]。

## 路線状況

### 重複区間
- 宮城県道185号有壁若柳線：栗原市若柳武鎗字中町浦 - 栗原市若柳武鎗字新上町浦
- 国道4号：栗原市金成翁留 - 栗原市金成小迫高見山

## 地理

### 通過する自治体

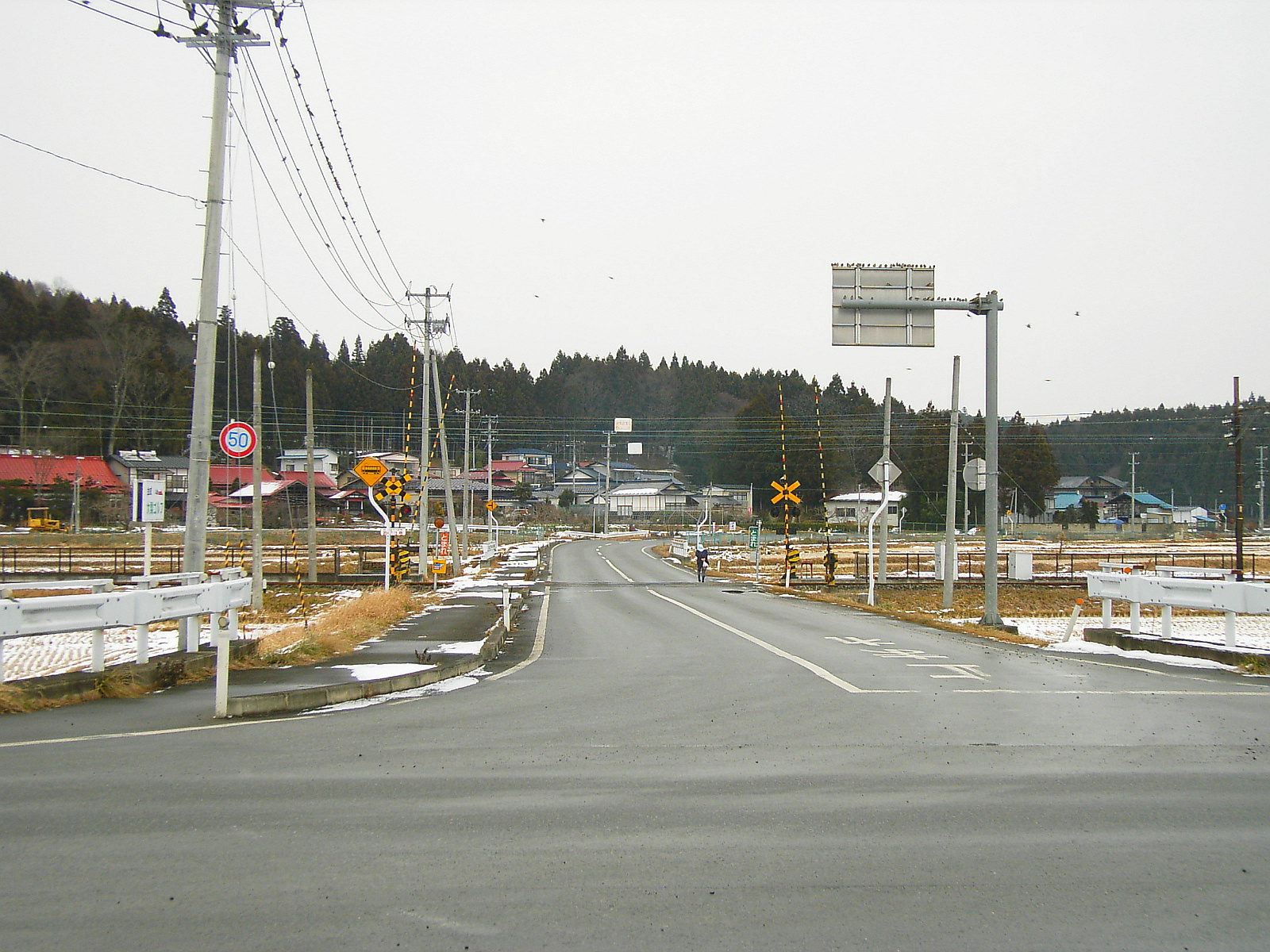
終点と2007年に廃止されたくりはら田園鉄道の踏切（栗原市、2005年12月）

- 岩手県
  - 一関市
- 宮城県
  - 栗原市

### 交差する道路
- 岩手県道183号若柳花泉線（一関市花泉町油島字仮谷）
- 宮城県道185号有壁若柳線 若柳方面（栗原市若柳武鎗字中町浦）
- 宮城県道185号有壁若柳線 有壁方面（栗原市若柳武鎗字新上町浦）
- 国道4号（翁留交差点・栗原市金成翁留）
- 国道4号（金成荒崎交差点・栗原市金成小迫高見山）
- 宮城県道4号中田栗駒線（栗原市金成津久毛平形上沖）